# 拉曼预言
拉曼预言是一个在马来西亚政坛以至民众之间广为流传的都市传说，传言在第一任马来西亚首相东姑阿都拉曼的名字里预示了未来五任首相的人选，亦也被称为拉曼假说或拉曼传奇。关于拉曼预言的起源，坊间主要流传着几个不同的说法：第一个说法源于东姑阿都拉曼出任首相时，曾有术数师预言，在未来五十年内的五任首相名字中的首个字母将会排列成第一任首相的名字；第二个说法则是在马哈迪·莫哈末出任首相时，才开始被人发现这其中的巧合，旋即提出了这个假说。
除此之外，在穆斯林之间尚有一个不同的说法，认为这其实是来自《古兰经》第55章《至仁主》（又译：《安赖哈曼》；阿拉伯语：‎，羅馬化：Surah Ar-Rahman）章名的预示。

## 解析

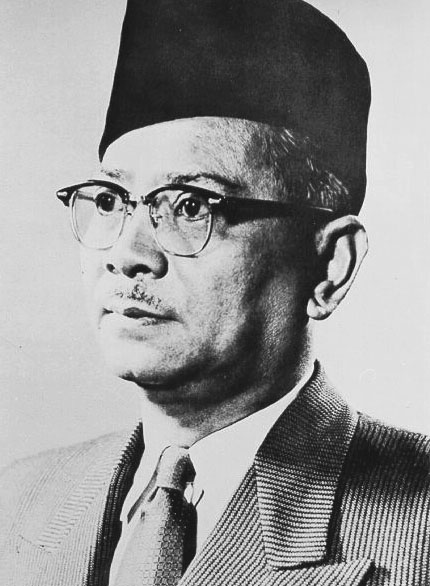
马来西亚第一任首相东姑阿都拉曼

一般上，坊间最普遍的解析方法是采历任首相名字中的首个罗马字母来排列出RAHMAN的名字，得出的结果如下：
- R - 东姑阿都拉曼（Tunku Abdul Rahman Putra Al-Haj ibni Almarhum Sultan Abdul Hamid Shah）
- A - 阿都拉萨·胡先（Abdul Razak Hussein）
- H - 胡先翁（Hussein Onn）
- M - 马哈迪·莫哈末（Mahathir bin Mohamad）
- A - 阿都拉·巴达威（Abdullah Ahmad Badawi）
- N - 纳吉·阿都拉萨（Najib Abdul Razak中文）

然而根据这个方法来推算的话，会出现一个不完美之处是第一任首相名字中的首个字母其实是A而不是R，R字母是出现在他的中名中，与其他的五任首相有明显的小差异。
而另一个根据古兰经第55章的章名来解析的方法，将得到以下结果：
- ال（Al-） - 东姑阿都拉曼
- ﺭ（Ra） - 阿都拉萨
- ﻩ（Ha） - 胡先翁
- ﻡ（Mim） - 马哈迪·莫哈末
- ？ - 阿都拉·巴达威
- ﻥ（Nun） - 纳吉·阿都拉萨

运用这个方法则会比第一个方法出现一个更大的漏洞，那就是分析结果并没有符合第五任首相阿都拉的位置。

## 第五任首相的预测
在马哈迪·莫哈末担任首相期间，坊间开始议论何者将会是敦马哈迪的接棒人，而在敦马哈迪身边的先后四任副手当中，除了慕沙希淡（Musa Hitam）以外，其余的三位包括嘉化·峇峇（Abdul Ghafar Baba）、安华·依布拉欣（Anwar Ibrahim）及阿都拉·巴达威（Abdullah Ahmad Badawi）三者皆符合预言所设定的条件。
三人当中，嘉化峇峇在政治斗争中落败而黯然下台；安华·依布拉欣因牵涉丑闻事件受革职且锒铛入狱；最后则由阿都拉·巴达威接任首相职务。在马来西亚政坛的传统中，副首相职历来是由最大执政联盟中的署理主席出任，并非首相所能直接左右，然而连续三任副首相皆符合预言所示之的条件，这当中的巧合处确实玄妙。

## 第六任首相的预测
由于前五任首相皆符合预言的预示，这也加剧了坊间对第六任首相人选的讨论，巧合的是阿都拉任內的副首相纳吉·阿都拉萨（Najib Razak）确实符合预言的条件。而納吉也於2009年4月3日在國家元首前完成宣誓就職，成為馬來西亞第六任首相。
不過拉曼預言在之前引起了反对纳吉当首相者的抨击，他们认为这项预言也并非牢不可破，其中一个驳点是只要加上其它罗马字母的话，它就会变作另一种涵义，未必一定是遵照这词。而在马来语词汇中，其他可能的词汇是：RAHMAT（即“真主的恩泽”）和RAHMAAN（RAHMAN的另一种写法），这也导出了作为巫统元老派系代表人物的东姑拉沙里（Tengku Razaleigh Hamzah）和人民公正党领袖之一的安华依布拉欣（Anwar Ibrahim）两号人物，都有成为第六任首相的可能。但是隨著納吉就任後，「拉曼預言」可說是被完全應驗了。

## 第七任首相的预测
在纳吉·阿都拉萨成为马来西亚第六任首相之后，RAHMAN已经来到最后一个字母N了。这时候，坊间对于下一任首相的人选有着不同的说法。其中一种说法认为，在纳吉卸任首相一职之后，首相的名字会重新从R开始。但是也有人认为，RAHMAN之后就没有新字母了，这说明马来西亚将会迎来一次政党轮替，原反对党将会取代国阵成为执政党。
2018年马来西亚大选，由于纳吉贪污的丑闻发酵，他领导的国民阵线不敌由马哈迪·莫哈末领导的希望联盟，国阵在马来西亚61年的一党独大地位被终结。随着纳吉落马，RAHMAN时代也正式结束告一段落。

## 第七任首相之后的预测

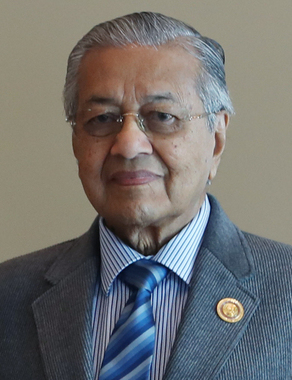
马来西亚第四任及第七任首相马哈迪·莫哈末

在马哈迪·莫哈末成功推翻国阵政权后，由于下一任首相人选极有可能是安华，坊间开始盛传未来的首相名字将会按照马哈迪的名字MAHATHIR走下去。行动党元老林吉祥希望未来的首相的人选能够按照MALAYSIA的字母走下去。
随着喜来登政变发生，最高元首最终选择慕尤丁为首相人选，证明了MAHATHIR或MALAYSIA首相预言并不成立。预言时代正式告一段落。